# كيم إيون سوك (كاتبة)
كيم أون سوك (هانغل: 김은숙)؛ هي كاتبة سيناريو ومؤلفة شهيرة من كورية الجنوبية كتبت عدة مسلسلات لاقت نجاحنا ساحقا في كوريا، تعد واحدة من أبرز وانجح الكتاب في كوريا الجنوبية، في عام 2012 حصلت على جائزة «الإنجاز مدى الحياة» في حفل توزيع جوائز SBS للدراما.

## بداياتها
اكتسبت كيم الانتباه لأول مرة عندما أصبحت دراماتها التلفزيونية Lovers in Paris نجاحًا كبيرًا في صيف عام 2004، حيث بلغ متوسط نسبة المشاهدة 41.3٪ وبلغت ذروة 57.6٪ (المرتبة 11 الأعلى تصنيفًا على الإطلاق) سافر الممثلون وطاقم العمل إلى فرنسا لتصوير العديد من المشاهد في باريس ونيس، قصة شبيهة بسندريلا لفتاة مرحة عادية تصبح مدبرة منزل لرجل أعمال بارد ولطيف، شارك الممثلان الرئيسيان بارك شين يانغ وكيم جونغ إيون في الجائزة الكبرى («دايسانغ») في حفل توزيع جوائز SBS للدراما لعام 2004. ثم في حفل توزيع جوائز بايكسانغ للفنون لعام 2005، فازت دراما Lovers in Paris بالجوائز التالية: («دايسانغ»)، وأفضل ممثلة تلفزيونية كيم جونغ إيون، وأفضل كاتب سيناريو تلفزيوني لي كل من كيم إيون سوك وكانغ إيون جونغ، كما أصبحت مشهورة عالميًا، عملت مع أشهر الممثلين الكوريين لكن أولائك الممثلين اشتهروا من خلال قصصها ولعل أبرزهم هم هؤلاء لي مين هو وهيون بن وجونغ يوو.

## أراء فيها
رأى بعض النقاد أن كيم تكتب شخصيات ضحلة، وهي مستقطبة بقدر نجاحها. ولكن لا يقتصر الأمر على جذب معظم أعمالها الدرامية إلى فئة عمرية كبيرة من المشاهدين والحصول على تقييمات عالية، ولكن غالبًا ما يكون لديهم هذا العنصر الإضافي الذي يجعلهم مشاريع صاخبة للثقافة الشعبية، سواء كان ذلك بسبب خط حوار جذاب بشكل خاص أو متكرر.
في استطلاع اختيار الكاتب التلفزيوني الأكثر موهبة في كوريا، تلقت كيم أون سوك 19 صوت من أصل 30 صوتا من كتّاب تقارير التلفزيون ومسؤولي صناعة الترفيه، وأخذت بكل سهولة الصدارة.
وأشادت لجنة التصويت في نمو كيم أون سوك  ككاتبة، مبتعدة عن نمطها الرومانسي، ووضع المزيد من التركيز في سرد القصص.

## أعمالها
من مؤلفاتها المعروفة عشاق في باريس، الحديقة السرية، الورثة، أحفاد الشمس، والعفريت. والسيد المشرق متوسط تقييماتها حوالي 22.05٪ ، وبالرغم من أن العديد من الأعمال الدرامية تحلم بالوصول إلى هذا الرقم، فإن هذا هو المتوسط المشترك لجميع أعمالها الـ 10.
| عام       | عنوان              | قناة البث/ شبكة | التقييم |
| --------- | ------------------ | --------------- | ------- |
| 2003      | جنوب الشمس         | إس بي إس        | -       |
| 2004      | عشاق في باريس      | إس بي إس        | 56.3%   |
| 2005      | عشاق في بارغ       | إس بي إس        | 30.3%   |
| 2006      | العشاق             | إس بي إس        | 25.3%   |
| 2008      | على الهواء         | إس بي إس        | 26.2%   |
| 2009      | قاعة الندينة       | إس بي إس        | 18.7%   |
| 2010      | الحديقة السرية     | إس بي إس        | 35.2%   |
| 2012      | كرامة الرجل النبيل | إس بي إس        | 24.4%   |
| 2013      | الورثة             | إس بي إس        | 25.6%   |
| 2016      | أحفاد الشمس        | كي بي إس 2      | 41.6%   |
| 2016–2017 | العفريت            | تي في إن        | 18.7%   |
| 2018      | السيد المشرق       | تي في إن        | 21.828% |
| 2020      | الملك: ملك أبدي    | إس بي إس        | 8.7%    |
| 2021      | مجد الانتقام       | نتفليكس         | _       |

### أفلام
- (Fly High (2006

## الجوائز
2017 جائزة الثقافة الشعبية الكورية السابعة والفنون: جائزة رئيس الوزراء 
2017 جوائز بيكسانغ 53 للفنون: الجائزة الكبرى (تلفزيونية) (الجارديان: الإله الوحيد والعظيم) 
جوائز الدراما الثلاثين لـ KBS لعام 2016: أفضل كاتب (أحفاد الشمس)
جوائز قوس قزح آسيا الثانية لعام 2014: كاتب السيناريو المتميز (الورثة)
جوائز SBS للدراما لعام 2012: جائزة الإنجاز (كرامة رجل نبيل)
جوائز المحتوى الكوري لعام 2011: جائزة رئيس الوزراء في مجال البث (الحديقة السرية)
جوائز الدراما الكورية الرابعة لعام 2011: أفضل كاتب (الحديقة السرية)
جوائز سيول الدولية للدراما السادسة لعام 2011: كاتب السيناريو الكوري المتميز (الحديقة السرية)
جائزة النصف الأول من عمل SBS لعام 2011: وجائزة خاصة لحفل توزيع الجوائز (الحديقة السرية)
جوائز Baeksang Arts رقم 47 لعام 2011: أفضل سيناريو تلفزيوني (الحديقة السرية)
جائزة النصف الأول من العمل SBS لعام 2009: والجائزة الخاصة لحفل توزيع الجوائز (على الهواء)
2005 جوائز SBS للدراما: جائزة خاصة (عشاق في باريس)
2005 جوائز Baeksang Arts 41st: أفضل سيناريو تلفزيوني (عشاق في باريس)

## روابط خارجية
كيم إيون سوك على موقع IMDb (الإنجليزية)
- كيم إيون سوك على موقع قاعدة بيانات الفيلم (الإنجليزية)
- كيم إيون سوك على موقع كينوبويسك (الروسية)